# Bühler (Szwajcaria)
Bühler (gsw. Im Büeler) – gmina (niem. Einwohnergemeinde) w Szwajcarii, w kantonie Appenzell Ausserrhoden. 31 grudnia 2014 liczyła 1704 mieszkańców. Do 1995 należała do okręgu Mittelland.

## Demografia
Na dzień 31 grudnia 2020 obcokrajowcy stanowili 26% ogółu mieszkańców.